# June Bronhill

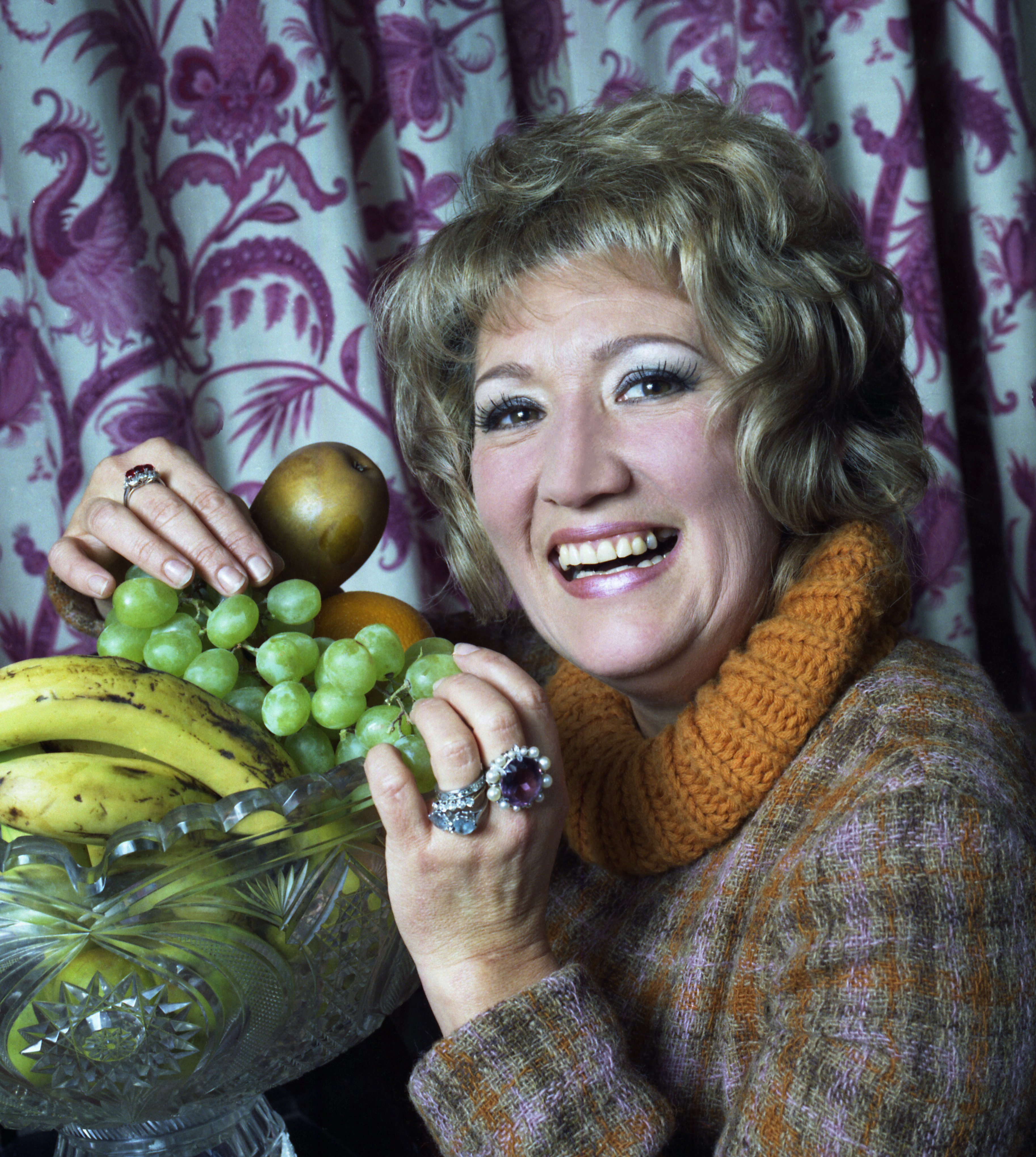
June Bronhill

June Bronhill, eigentlich June Gough (* 26. Juni 1929 in Broken Hill, Australien; † 25. Januar 2005 in Sydney) war eine australische Opernsängerin (Sopran).

## Leben
June Bronhill wurde als June Gough geboren, ihren Künstlernamen leitete sie von ihrem Geburtsort ab. Nachdem sie in Australien einige Gesangswettbewerbe gewonnen hatte, setzte sie ihre Ausbildung in England fort. Ab 1954 trat sie im Sadler’s Wells auf und war mit ihrem Koloratursopran in der Oper, der Operette und im Musical erfolgreich. Ihre bedeutendste Rolle war Hanna Glawari in Franz Lehárs Operette Die lustige Witwe. June nahm in ihrer Karriere mehrere LPs auf. Im Jahr 1976 wurde sie mit dem Order of the British Empire ausgezeichnet. Bronhill lebte abwechselnd in Großbritannien und Australien, 1993 zog sie sich von der Bühne zurück und lebte zuletzt in Sydney.